# Almoradí (ort)
Almoradí är en ort i Spanien.   Den ligger i provinsen Provincia de Alicante och regionen Valencia, i den sydöstra delen av landet, 400 km sydost om huvudstaden Madrid. Almoradí ligger 17 meter över havet och antalet invånare är 19 147.
Terrängen runt Almoradí är huvudsakligen platt, men västerut är den kuperad.Runt Almoradí är det tätbefolkat, med 343 invånare per kvadratkilometer. Närmaste större samhälle är Orihuela, 13,5 km väster om Almoradí. Trakten runt Almoradí består till största delen av jordbruksmark.